# Kanton Jurançon
Kanton Jurançon (francouzsky Canton de Jurançon) je francouzský kanton v departementu Pyrénées-Atlantiques v regionu Akvitánie. Tvoří ho šest obcí.

## Obce kantonu
- Bosdarros
- Gan
- Jurançon
- Laroin
- Pau (část)
- Saint-Faust